# Kleinste nachtzwaluw
De kleinste nachtzwaluw (Chordeiles pusillus) is een vogel uit de familie van de nachtzwaluwen (Caprimulgidae).

## Verspreiding en leefgebied
Deze soort komt voor in noordelijk en oostelijk Zuid-Amerika en telt zes ondersoorten:
- C. p. septentrionalis: oostelijk Colombia via Venezuela en de Guiana's.
- C. p. esmeraldae: zuidoostelijk Colombia, zuidelijk Venezuela en noordwestelijk Brazilië.
- C. p. xerophilus: Paraiba en Pernambuco (noordoostelijk Brazilië).
- C. p. novaesi: Maranhão en Piauí (noordoostelijk Brazilië).
- C. p. saturatus: oostelijk Bolivia en het westelijke deel van Centraal-Brazilië.
- C. p. pusillus: Tocantins, Bahia en Goiás (oostelijk Brazilië).